# Trisetella klingeri
Trisetella klingeri är en orkidéart som beskrevs av Carlyle August Luer. Trisetella klingeri ingår i släktet Trisetella och familjen orkidéer.
Artens utbredningsområde är Ecuador. Inga underarter finns listade i Catalogue of Life.